# Anahita (genre)
Pour les articles homonymes, voir Anahita.
Genre
Synonymes
- Nydia Thorell, 1890

Anahita est un genre d'araignées aranéomorphes de la famille des Ctenidae.

## Distribution
Les espèces de ce genre se rencontrent en Afrique, en Asie et en Amérique du Nord.

## Liste des espèces
Selon World Spider Catalog (version 23.5, 08/01/2023) :
- Anahita aculeata (Simon, 1897)
- Anahita blandini Benoit, 1977
- Anahita centralis Benoit, 1977
- Anahita concrassata Benoit, 1977
- Anahita concreata Benoit, 1977
- Anahita concussor Benoit, 1977
- Anahita dangsa (Reddy & Patel, 1994)
- Anahita denticulata (Simon, 1884)
- Anahita faradjensis Lessert, 1929
- Anahita fauna Karsch, 1879
- Anahita feae (F. O. Pickard-Cambridge, 1902)
- Anahita jianfengensis Zhang, Hu & Han, 2011
- Anahita jinsi Jäger, 2012
- Anahita jucunda (Thorell, 1897)
- Anahita lineata Simon, 1897
- Anahita lycosina (Simon, 1897)
- Anahita mamma Karsch, 1884
- Anahita maolan Zhu, Chen & Song, 1999
- Anahita medog Li & Yao, 2022
- Anahita menglun Yao & Li, 2022
- Anahita nathani Strand, 1907
- Anahita pallida (L. Koch, 1875)
- Anahita periculosa (Bristowe, 1931)
- Anahita popa Jäger & Minn, 2015
- Anahita punctata (Thorell, 1890)
- Anahita punctulata (Hentz, 1844)
- Anahita pygmaea Benoit, 1977
- Anahita samplexa Yin, Tang & Gong, 2000
- Anahita similis Caporiacco, 1947
- Anahita smythiesi (Simon, 1897)
- Anahita syriaca (O. Pickard-Cambridge, 1872)
- Anahita tuniensis (Patel & Reddy, 1988)
- Anahita wuyiensis Li, Jin & Zhang, 2014
- Anahita zoroides Schmidt & Krause, 1994

## Systématique et taxinomie
Ce genre a été décrit par Karsch en 1879.
Nydia a été placé en synonymie par Simon en 1897.

## Publication originale
- Karsch, 1879 : « Baustoffe zu einer Spinnenfauna von Japan. » Verhandlungen des naturhistorischen Vereins der preussischen Rheinlande und Westfalens, vol. 36, p. 57-105.